# Bộ Nhĩ (耳)
Bộ Nhĩ, bộ thứ 128 có nghĩa là "tai" là 1 trong 29 bộ có 6 nét trong số 214 bộ thủ Khang Hy.
Trong Từ điển Khang Hy có 172 chữ (trong số hơn 40.000) được tìm thấy chứa bộ này.

## Tự hình Bộ Nhĩ (耳)

Giáp cốt văn
Kim văn
Đại triện
Tiểu triện

## Chữ thuộc Bộ Nhĩ (耳)
| Số nét bổ sung | Chữ                                             |
| -------------- | ----------------------------------------------- |
| 0              | 耳                                              |
| 1              | 耴                                              |
| 2              | 耵                                              |
| 3              | 耶 耷                                           |
| 4              | 耸 耹 耺 耻 耼 耽 耾 耿 聀 聁 聂                |
| 5              | 聃 聄 聅 聆 聇 聈 聉 聊 聋 职 聍 聎 聏 聐 聑 聒 |
| 6              | 聓 联                                           |
| 7              | 聕 聖 聗 聘                                     |
| 8              | 聙 聚 聛 聜 聝 聞 聟 聠 聡 聢 聣                |
| 9              | 聤 聥 聦 聧 聨 聩 聪 聫                         |
| 10             | 聬 聭                                           |
| 11             | 聯 聰 聱 聲 聳 聴                               |
| 12             | 聮 聵 聶 職                                     |
| 13             | 聸                                              |
| 14             | 聹 聺 聻 聼                                     |
| 16             | 聽 聾                                           |